# Elemér Kocsis
Elemér Kocsis (n. 26 octombrie 1910 - 6 octombrie 1981) a fost un fotbalist român de naționalitate maghiară, care a jucat pentru echipa națională de fotbal a României la Campionatul Mondial de Fotbal din 1930 din Uruguay. Ulterior a antrenat echipa Avântul Reghin.